# 23699 Paulgordan
23699 Paulgordan è un asteroide della fascia principale. Scoperto nel 1997, presenta un'orbita caratterizzata da un semiasse maggiore pari a 3,1464917 UA e da un'eccentricità di 0,1647320, inclinata di 15,50316° rispetto all'eclittica.